# Ypthima chinensis
Ypthima chinensis är en fjärilsart som beskrevs av John Henry Leech 1892-1894. Ypthima chinensis ingår i släktet Ypthima och familjen praktfjärilar. Inga underarter finns listade i Catalogue of Life.